# Госсипол
Госсипо́л — природный полифенол, жёлтый пигмент, получаемый из хлопчатника (лат. Gossypium), ингибитор ряда ферментов-дегидрогеназ.
Подавляет сперматогенез и испытывался в Китае в качестве орального контрацептива для мужчин, вскоре испытания были прекращены в связи с высокой токсичностью и появлением необратимого бесплодия (в 20 % случаев). В настоящее время госсипол не применяется в качестве контрацептического средства, но применяется в других медицинских целях. Обладает противомалярийным действием и рядом других свойств, которые в настоящее время изучаются.
Максимальное содержание госсипола в хлопчатнике — корнях и в ядрах семян, меньше — в листьях, коре стеблей и в створках коробочек семян хлопчатника.

## Биологические свойства
В природе госсипол является не только одним из средств борьбы с многочисленными вредителями хлопчатника, но также участвует в ряде других механизмов, обеспечивающих более высокую устойчивость растений к неблагоприятным воздействиям окружающей среды.
Госсипол обладает противовирусными, противомикробными, противопротозойным, антиоксидантными свойствами, противоопухолевой активностью. Способность госсипола и ряда его производных блокировать размножение некоторых патогенных вирусов животных была обнаружена в исследованиях советских ученых-вирусологов на модели гриппозной инфекции. Через несколько лет учеными была выявлена способность госсипола индуцировать синтез интерферона. Эти эффекты были впоследствии подтверждены несколькими группами исследователей за рубежом.
Выявленное для госсипола противоопухолевое действие также вызывает особый интерес на протяжении последних десятилетий и изучается в многочисленных клинических исследованиях.

## Физико-химические свойства
Химическая формула госсипола С30Н30О8 была выведена Кларком (Clark, 1927). Госсипол — коричневое твёрдое при комнатной температуре вещество, нерастворим в воде, растворим в большинстве органических растворителей: метаноле, этаноле, ацетоне, этилацетате, хлороформе, феноле и др. Госсипол в природе существует в двух энантиомерных формах: (+) левовращающей положительной и (-) правовращающей отрицательной. В растениях хлопчатника госсипол содержится в виде смеси обоих стереоизомеров. Госсипол является высокоактивным химическим соединением.

## Механизм действия
Госсипол демонстрирует выраженные проапоптические свойства, вероятно за счет модификации белков семейства Bcl-2 и р53.
Обратимо ингибирует кальцинейрин и связывает кальмодулин. Ингибирует репликацию ВИЧ-1. Эффективен как ингибитор протеинкиназы. В основе антифертильного действия госсипола лежит способность связываться с ферментами эпителиальных клеток (лактатдегидрогеназой и глютатион-альфа-трансферазой), участвующими в процессах созревания сперматозоидов.
Госсипол имеет как прямое инактивирующее воздействие на вирусы, через взаимодействие с оболочечными белками вирусных частиц и цитоплазматическими мембранами чувствительных к вирусу клеток, так и опосредованное — через механизмы индукции интерферонов и других защитных цитокинов.

## Применение
В природе госсипол выполняет функцию защиты растения от вредителей и болезней и содержится в растении преимущественно в свободной форме.
Природный госсипол длительное время изучался в разных странах как средство регулирования рождаемости. Согласно результатам специального обзорного анализа экспертов Европейской Комиссии по безопасности пищевых продуктов (EFSA), количества свободного госсипола, которые необходимо использовать для достижения обратимого противозачаточного эффекта, составляют 10-20 мг в сутки, при этом достижение эффекта возможно только при большой длительности приема — от 2-3 до 16-18 месяцев. При анализе всех опубликованных данных с целью выявления минимальной дозировки госсипола, способной вызвать подавление сперматогенеза, пришла к выводу, что её величина, по разным данным, составляет от 0,12 до 0,35 мг/кг массы тела. Дозы ниже 0,12 мг/кг (или около 8-9 мг в сутки для взрослого человека) признаны не проявляющими никакого негативного воздействия на организм человека, в том числе — на репродуктивную функцию у мужчин и женщин.
С учётом результатов детальных токсикологических исследований госсипола Всемирная организация пищевых продуктов (FAO) при ВОЗ установила величину допустимого его содержания в пищевых продуктах на уровне не выше 600 ppm (60 мг/100 г продукта). В США эта норма установлена на уровне 45 мг/100 г). В настоящее время, с учётом установленного контроля за содержанием госсипола в кормах для животных, контроль его содержания в пищевой продукции в Европе и в США не проводится.

## История
Госсипол был впервые обнаружен и выделен в виде неочищенного пигмента Лонгмором (Longmore, 1886) при очистке сырого хлопкового масла.
В 1929 году исследование семейных пар в Китае, которые использовали сырое хлопковое масло для приготовления пищи, показало, что они имели меньше детей, чем семьи, где не использовали сырое хлопковое масло. Так было установлено, что входящий в состав сырого хлопкового масла пигмент госсипол обладает контрацептивным эффектом. Это открытие привело к исследованиям госсипола как средства мужской контрацепции. Особенно актуальным это качество оказалось в Китае, где в течение многих лет осуществляется государственная программа регулирования численности населения. Широкомасштабное клиническое исследование, в котором было задействовано в общей сложности свыше 8000 здоровых добровольцев, было проведено в Китае в 1978-80 годах. В ходе этих испытаний, во время которых добровольцы получали высокую дозу госсипола (по 20 мг ежедневно) в течение 75 дней, а затем переходили на поддерживающую дозу 40-50 мг в неделю, был подтвержден контрацептивный эффект. Более чем 95 % добровольцев утрачивали на время способность к зачатию, причём у подавляющего большинства мужчин эта способность восстановилась в течение нескольких недель после завершения приема госсипола. В ходе испытаний был зафиксирован небольшой процент побочных эффектов. У незначительной части волонтеров (0,75 %) развилась гипокалиемия, а около 10 % мужчин, принимавших госсипол регулярно более 1 года, приобрели необратимое бесплодие. Проведенное в последующем международное исследование с участием 151 мужчины из Бразилии, Нигерии, Кении и Китая выявило, что меньшие дозы госсипола (7,5 мг и 12 мг ежедневно), принимавшиеся в течение 12 или 16 недель, обеспечивали антифертильный эффект примерно в 80 % случаев, при этом такие дозировки уже не вызывали гипокалиемии, а сперматогенез у всех здоровых мужчин восстанавливался после прекращения приема госсипола (Coutinho, 2002). Тем не менее, в 1998 году ВОЗ рекомендовала остановить дальнейшие исследования госсипола в данном направлении его использования по причине слишком большой отсроченности и недостаточной эффективности ожидаемого контрацептивного эффекта при использовании дозировок препарата, не вызывающих побочных эффектов.
Более поздними исследованиями учёных в Китае было доказано, что наблюдавшийся в ходе ранее проведённых испытаний эффект гипокалиемии был связан не с самим фактом применения госсипола, а обусловлен некоторыми особенностями режима питания этих участников клинического исследования (Coutinho, 2002). Был также сделан вывод о том, что вызываемое длительным приёмом госсипола мужское бесплодие также может быть «управляемым» побочным эффектом — либо путём ограничения дозировок, используемых пациентами, либо применения препарата пациентами, которые уже имеют семьи и добровольно готовы использовать госсипол в рекомендованных дозах в качестве альтернативы вазэктомии.
В последующие годы внимание учёных и медиков было обращено на другие полезные биологические эффекты, характерные для госсипола.